# Li Ka-Shing
Li Ka-shing (Chaozhou, provincia de Guangdong, China, 29 de julio de 1928) es un empresario inversionista que ejerce como presidente y CEO del holding empresarial Cheung Kong y la poderosa Hutchison Whampoa, además de ser accionista de ambos. Es el ciudadano más acaudalado de Asia y uno de los hombres de negocios más famosos y reconocidos del mundo, con una fortuna personal de USD 38.900 millones en el año 2025, de acuerdo a la revista Forbes, que lo sitúa como el cuadragésimo hombre más rico del mundo. Además, se estima que es poseedor de más del 14 % de los activos de la Bolsa de Hong Kong. Su conglomerado empresarial, Cheung Kong, tiene un valor de más de USD 100.000 millones; se halla presente en 54 países, y emplea directamente a más de 220 000 personas.
Ka Shing es también un filántropo. El ente que lleva a cabo sus operaciones en este ámbito es la Li Ka Shing Foundation, que él mismo preside y que ha recibido numerosos reconocimientos de la mano de diferentes países y entes, tal como la Orden del Imperio Británico, la Gran Medalla de Bauhinia, que es el más alto reconocimiento que el Gobierno de Hong Kong puede otorgar a un civil, y fue nombrado por el mismo Juez de Paz, a manera de reconocimiento por su labor en pro de la comunidad y por sus éxitos como empresario en dicha región administrativa.

## Biografía

### Inicios
Li Ka-shing nació en Chaozhou, en Guangdong, la provincia de la República de China en 1928. En 1940 la familia Li se trasladó a Hong Kong.
La familia de Li se alojó en la casa de su tío, que era un hombre bastante acaudalado y llevaba una vida cómoda en Hong Kong. El éxito de su tío fue lo que desencadenó la determinación de Li, quien a partir de entonces se decidió a lograr ascender económicamente y hacerse con un lugar privilegiado en la sociedad, a base de su trabajo y esfuerzo. Así, Li se casó con Chong Yuet Ming, la hija de su tío.

### La forja de un imperio
El padre de Li murió y este debió asumir la responsabilidad de proveer los medios de subsistencia de la familia; se vio obligado a abandonar la escuela antes de la edad de 15 años. Encontró un trabajo en una empresa de comercio de plásticos, donde trabajó 16 horas al día. Luego, en 1950, fundó su propia empresa, Industrias Cheung Kong, que se dedicó a la fabricación de plásticos. No obstante, Li comenzó a invertir los beneficios y ganancias de la compañía en el sector de los bienes raíces, hasta lograr convertirla en una compañía líder en el sector, que desempeñaba sus operaciones en Hong Kong y pasó a administrar propiedades y realizar proyectos también en China.
Luego, Li Ka-Shing consiguió que su compañía pasase a cotizar en la Bolsa de Hong Kong, en 1972; con lo cual, Cheung Kong tuvo entonces el capital excedente necesario para ampliar sus inversiones, incluyendo la adquisición de Hutchison Whampoa y Hong Kong Electric Holdings Limited en 1979 y 1985, respectivamente.
Li Ka-Shing tuvo además una gran oportunidad en 1979, cuando aconteció la llamada Revolución China. Entonces, muchos empresarios vendieron sus negocios al mejor postor y Li, entonces ya multimillonario, se vio en la posición perfecta para conseguir la compra de la gran mayoría de ellas, convirtiendo así a su empresa Industrias Cheung Kong en un gigantesco conglomerado empresarial con decenas de compañías. Además, trabó amistad con el líder político Deng Xiaoping, lo que le permitió convertirse en el intermediario entre China y Hong Kong, además de un valioso aliado comercial para las políticas de descentralización económicas e incentivo al sector privado que el propio Xiaoping buscaba aplicar en China. Dichas políticas permitieron a Li desplegar inversiones en todo el país y usarlas como matriz para la definitiva internacionalización de sus compañías, así como para apoderarse del naciente mercado asiático. A raíz de esto, las corporaciones de Ka-Shing pasaron a controlar al mismo, mientras que gracias a sus excelentes relaciones con el gobierno chino, y a su posición de mediador entre este y la entonces colonia británica de Hong Kong, sus empresas gozaron de diez años de absoluto monopolio.
De esta forma, en la década de los 80 Li Ka-Shing surgió como uno de los hombres más acaudalados de China y de Asia, posición que de ahí en adelante se fortalecería hasta alcanzar su estatus actual: el tercero en el ranking de los más ricos del continente, la decimocuarta fortuna personal del mundo, según Forbes.
La escuela de negocios de Harvard resume la carrera de Li de la siguiente manera:

"Desde sus humildes comienzos en China como el hijo de un maestro, un refugiado y luego como vendedor, Li ofrece una lección de integridad y capacidad de adaptación. A través del trabajo duro, y con una reputación de ser fiel a su brújula moral interna, fue capaz de construir un imperio empresarial que incluye: banca, construcción, bienes raíces, plásticos, teléfonos celulares, televisión por satélite, la producción de cemento, distribuidores al por menor (farmacias y supermercados), hoteles, transporte aéreo nacional (tren del cielo), aeropuertos, energía eléctrica, producción de acero, puertos y transporte marítimo."

### Operaciones y negocios

#### Manufactura de plásticos
En 1950, después de aprender a operar una planta, Li fundó una empresa de fabricación de plásticos en Hong Kong con fondos prestados de sus familiares y amigos y contactos que cultivó como vendedor. Li leía con avidez las publicaciones comerciales y noticias de negocios antes de decidir para abastecer al mundo con alta calidad de flores de plástico a precios bajos. Li aprendió la técnica de mezcla de colores de plástico que se asemejan a las flores de verdad. Después de adaptar su tienda y la contratación de los mejores técnicos que pudo encontrar, se preparó durante semanas para la visita a la planta de un comprador extranjero de gran tamaño. Impresionado con la calidad de la planta de Li, el comprador hizo un pedido grande. Unos años más tarde, Li llegó a ser el mayor proveedor de flores de plástico en Asia e hizo una fortuna vendiéndolos.

#### Bienes Raíces
En 1958, no renovar la concesión para su compañía, Li se vio obligado a adquirir y desarrollar un sitio por sí mismo. La oportunidad de adquirir tierras llegaron después de la disturbios de 1967 estaban en su apogeo cuando muchas personas huyeron de Hong Kong. Como resultado, los precios inmobiliarios se desplomaron. Li, creyendo que la crisis política sería temporal, y el precio de la vivienda aumentará con el tiempo, compró parcelas de tierra a precios bajos. En 1971, Li nombre oficial de su compañía de desarrollo inmobiliario Cheung Kong (长江实业), el nombre de Cheung Kong, (Chang Jiang o río Yangtze ), el río más largo de China. 
En la primavera de 1972, Deng Xiaoping viajó a Shanghái y Guangdong y ha dado conferencias públicas. Dijo que la República Popular de China estaba llevando a cabo una política de puertas abiertas y dio la bienvenida a las inversiones extranjeras. Después de la gira de Deng sur, grupo de Li comenzó a hacer inversiones a gran escala en el continente . [12] Cheung Kong Holdings aparecía públicamente en bolsa de Hong Kong en 1972. Durante las reuniones del consejo, dijo Li en varias ocasiones su meta de superar los Jardines de propiedad de tierras de Hong Kong como un líder en el desarrollo. [13]
La exitosa propuesta Cheung Kong para los sitios de desarrollo por encima de las estaciones de MTR Central y del Almirantazgo en 1977, fue la clave para un reto de tierras de Hong Kong como el promotor principal en Hong Kong. A pesar de su tamaño, Jardines decidió en la década de 1980 para protegerse de adquisición hostil por Li y otros inversores externos. La compañía implementó una estructura de participación cruzada que fue diseñado para poner el control en manos de la familia de Gran Bretaña Keswick a pesar de su menor del 10% las participaciones en el grupo. En 1984, la compañía también trasladó su domicilio legal de Hong Kong a otro territorio británico de ultramar - Bermudas , en previsión de la transferencia de la soberanía de Hong Kong a la China comunista en 1997.

#### Puertos y energías
En 1979, Li cerró una transacción única y adquirió su actual buque insignia de la compañía Hutchison Whampoa Limited de HSBC. La compra ha creado un conglomerado masivo con intereses comerciales en múltiples industrias. La rama más notable de su negocio es la inversión en las instalaciones portuarias de contenedores en todo el mundo, incluyendo Hong Kong, Vancouver, Canadá, China, Reino Unido, Róterdam, Panamá, Bahamas y muchos países en desarrollo. Con todo, su negocio controla el 13 % de toda la capacidad del puerto de contenedores del mundo. 
También se conocen empresas como TNG (Talleres Navales del Golfo) ubicada en Veracruz, México.

#### Venta al por menor
Una filial de Hutchison Whampoa, el AS Watson Grupo es un operador líder en ventas con más de 7.800 tiendas. Su cartera incluye marcas populares de venta al por menor en Europa, como Superdrug (Reino Unido), Marionnaud (Francia), Kruidvat (Benelux), y en Asia, incluyendo a especialistas de salud y belleza de Watson de su tienda personal, supermercados PARKnSHOP, Salón La comida, el sabor de alimentos galería, boutique de estilo gourmet sala de la buena comida, las tiendas de la Fortaleza de electrodomésticos, bodegas de vino de Watson y Watson Nuance aeropuerto de tiendas libres de impuestos. ASW es también un importante productor y distribuidor de productos de agua y bebidas en la región con agua Watsons la marca de mayor venta en Hong Kong.

#### Comercio
Hutchison Whampoa grupo tiene la reputación de ser un operador activo astuto. Con frecuencia se acumula nuevos negocios y los vende fuera. Grandes beneficios se obtuvieron en la venta de su participación en naranja a Mannesmann Grupo en el año 2001, logrando un beneficio de $ 15.12 millones de dólares. En 2006 Li vendió un 20% de la empresa Hutchison puertos de Singapur PSA Corp. rival, logrando un beneficio $ 3,12 mil millones en un acuerdo de US $ 4 mil millones. 
Recientemente Hutchison Telecommunications , casi el 50 por ciento propiedad de Hutchison Whampoa , vendió una participación mayoritaria del 67% en Hutchison Essar , un operador móvil joint venture en la India, a Vodafone por $ 11,1 mil millones. Se ha invertido aproximadamente $ 2 mil millones anteriores. 

#### Estructura piramidal
Al igual que muchos países asiáticos, los conglomerados , la Li Ka-shing grupo está estructurado para mantener el control desproporcionado, sin incurrir en el costo de tener un interés económico equivalente. Esta separación entre el control y el interés se realiza a través de estructura piramidal, las acciones de doble clase y participaciones cruzadas. [ cita requerida ] Aunque tales estructuras son más raras en los EE. UU. y el Reino Unido, donde existen. Por ejemplo, Google utiliza una estructura de dos clases para dar a sus fundadores y conocedores de 10 votos por cada acción de clase B, mientras que el público en general se ofrece la clase A de acciones con un voto cada uno.

#### Internet
Su empresa de inversiones, empresas Horizontes compró una participación en doubleTwist.  Li Ka Shing Fundación compró una participación del 0,8% en red social Facebook 120 millones de dólares en dos rondas y ha invertido un estimado de $ 50 millones en servicio de streaming de música Spotify . En algún momento entre finales de 2009 y principios de 2010, Li Ka-shing encabezó una ronda de la Serie B $ 15,5 millones de financiación para el Siri , una inteligencia artificial virtual basado en asistente personal de aplicación para el iPhone. 

#### Otros
Además de negocio a través de sus empresas insignia de Cheung Kong Holdings y Hutchison Whampoa, Li Ka-shing también personalmente ha invertido ampliamente en el sector inmobiliario en México y Canadá. Él era el mayor accionista de Banco Canadiense Imperial de Comercio (CIBC), el quinto mayor banco de Canadá hasta la venta de su participación en 2005 (con todos los procedimientos de donación, ver más abajo). Él es también el accionista mayoritario de una empresa de energía más importantes, Husky Energy, con sede en Alberta, Canadá. 
En enero de 2005, Li anunció planes para vender sus $ 1200 millones EUR participación en el Canadian Imperial Bank de Comercio, con todas las ganancias destinadas a fundaciones caritativas privadas establecidas por Li como la Li Ka Shing Fundación en Hong Kong y la Li Ka Shing (Canadá) Fundación con sede en Toronto, Canadá.
Li tiene algún interés inmobiliarios en Vancouver, específicamente en relación con Concord Evolución del Pacífico que se desarrolló la antigua Expo '86 en tierras Yaletown, así como Concord Park Place y CityPlace.